# La Vaivre
La Vaivre – miejscowość i gmina we Francji, w regionie Burgundia-Franche-Comté, w departamencie Górna Saona.
Według danych na rok 1990 gminę zamieszkiwały 213 osoby, a gęstość zaludnienia wynosiła 70 osób/km² (wśród 1786 gmin Franche-Comté La Vaivre plasuje się na 534. miejscu pod względem liczby ludności, natomiast pod względem powierzchni na miejscu 959.).